# Анабасови
Анабасовите (Anabantidae) са семейство актиноптери от разред Anabantiformes.
Таксонът е описан за пръв път от Шарл Люсиен Бонапарт през 1832 година.

## Родове
- Anabas – Анабаси
- Ctenopoma
- Microctenopoma
- Sandelia